# Новости Крымнаша
«Новости Крымнаша» (укр. «Новини Кримнаша») — російськомовний інформаційно-сатиричний щоденник, активно засуджує російську окупацію Кримського півострова, випускається на основі зібраних фактів на новинних сайтах та з повідомлень реальних мешканців  Кримського півострова в соціальних мережах, особистих спостережень автора, оповідань близьких і друзів з 13 листопада 2014, особлива увага приділяється скаргам мешканців півострова на окупаційну владу.

## Назва
За назву блогу взята поширений російськомовний неологізм «Кримнаш», який активно пропагувався під час інформаційної війни серед місцевого населення Криму. Також, особливістю ведення записів є принципове написання слів «Росія» та «Путін» з маленької літери.

## Історія
- 13 листопада 2014 вийшов перший дайджест.
- з 14 лютого 2015 року більшість приміток випускається з посиланнями на першоджерело або супроводжуються фотографіями чи знімками з екрану.

Автор щоденника, за його ж словами сам кримчанин, при створенні свого ресурсу ставив першочергову мету «достукатись» до «материкових» українців, заповнюючи неофіційну інформаційну прогалину в ЗМІ, роботу яких він на момент створення блогу вважав незадовільною. Спочатку ресурс був просто сторінкою в Twitter, де розповсюджувались знімки з екрану повідомлень невдоволених життям дописувачів під час російської окупації півострова, пізніше було створено блог, станом на кінець жовтня 2016 року, кількість записів в щоденнику склала більше 700, блог активно передруковується в повному обсязі багатьма українськими ЗМІ.